# امارت اسلامی افغانستان (۱۹۹۶–۲۰۰۱)
امارت اسلامی افغانستان (پشتو: دِ افغانستان اسلامی امارت) یک حکومت اسلامی با رسمیت محدود بود، که در سپتامبر ۱۹۹۶ پس از سقوط کابل به دست طالبان ایجاد شد و تا سال ۲۰۰۱ در افغانستان حکومت کرد. امارت اسلامی افغانستان در اوج خود ۹۰ درصد از کشور را تحت کنترل داشت؛ مناطق باقیمانده در شمال شرقی تحت کنترل ائتلاف شمال بود، که به عنوان ادامهٔ دولت اسلامی افغانستان به رسمیت شناخته شد. پس از حملات ۱۱ سپتامبر و متعاقباً اعلام «جنگ علیه تروریسم» از سوی ایالات متحده، مخالفت بین‌المللی با رژیم به شدت افزایش یافت و به رسمیت شناختن دیپلماتیک این حکومت توسط امارات متحده عربی و پاکستان لغو شد.
این حکومت در ۱۷ دسامبر ۲۰۰۱ توسط ائتلاف شمال، که دو ماه قبل از سوی آیساف پس از حمله آمریکا تقویت شده بود، سرنگون شد. طالبان در ارتباطات رسمی‌اش در بین سال‌های ۲۰۰۱ تا ۲۰۲۱ از امارت اسلامی افغانستان استفاده می‌کرد.

## تاریخ
ظهور طالبان و امارت اسلامی افغانستان معلول هرج و مرج و جنگ‌های داخلی در افغانستان پس از تهاجم شوروی بود. این جنبش به عنوان یک جنبش سیاسی-مذهبی اسلامی و پشتون‌گرایی متشکل از طلبه‌هایی در جنوب افغانستان آغاز شد. طالبان با پشتوانه قریب به اتفاق پشتون‌ها، رسوم قبیلوی پشتونوالی را با عناصری از آموزه‌های سلفی در هم آمیختند تا یک ایدئولوژی اسلام گرایانه ضد غربی و ضد مدرن را شکل دهند و با آن در افغانستان حکومت کنند. این سازمان از همسایه خود، پاکستان، و همچنین از عربستان سعودی و امارات متحده عربی حمایت دریافت می‌کرد.

### درگیری‌های قومی
طالبان بسیاری از دیگر جوامع قومی افغانستان را بیگانه می‌دانستند. مردم پشتون بزرگترین گروه قومی در افغانستان هستند و اکثریت قریب به اتفاق اعضای طالبان را تشکیل می‌دادند. با پیشرویی طالبان از مناطق جنوبی و جنوب شرقی، پیشرویی آنها کندتر و با مقاومت بیشتری روبرو شدند. ایدئولوژی آنها اسلام دیوبندی، که با اصول قبیلوی پشتونالی ادغام شده بود، توسط سایر اقوام افغانستان به عنوان بیگانه تلقی شد. جنگ‌های طالبان با شبه نظامیان هزاره در مزارشریف نمونه‌ای از این تنش‌های قومی بود.

### حکومت

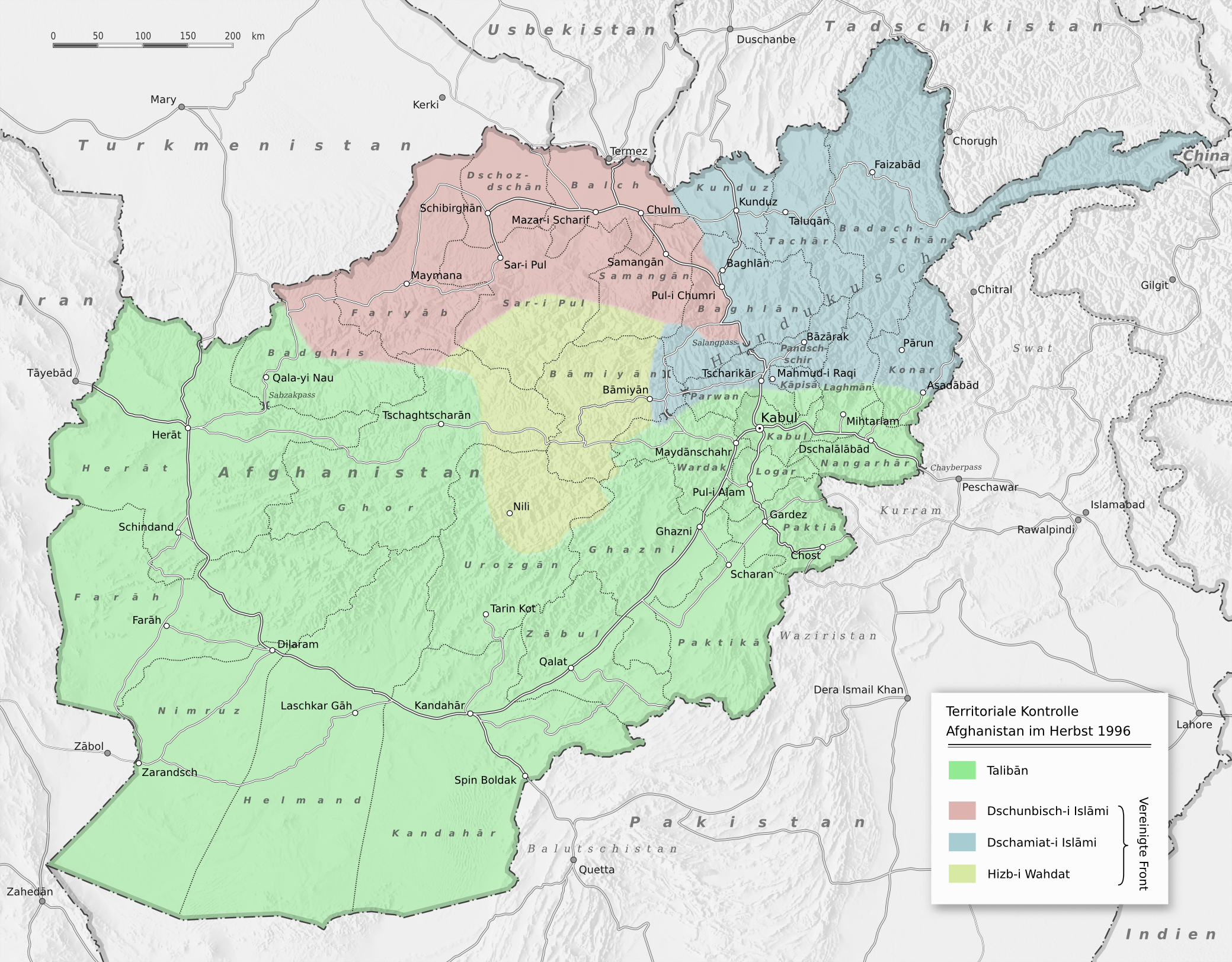
یک نقشه آلمانی که اوضاع سیاسی افغانستان در پاییز سال ۱۹۹۶، پس از سقوط کابل بدست طالبان، را نشان می‌دهد.

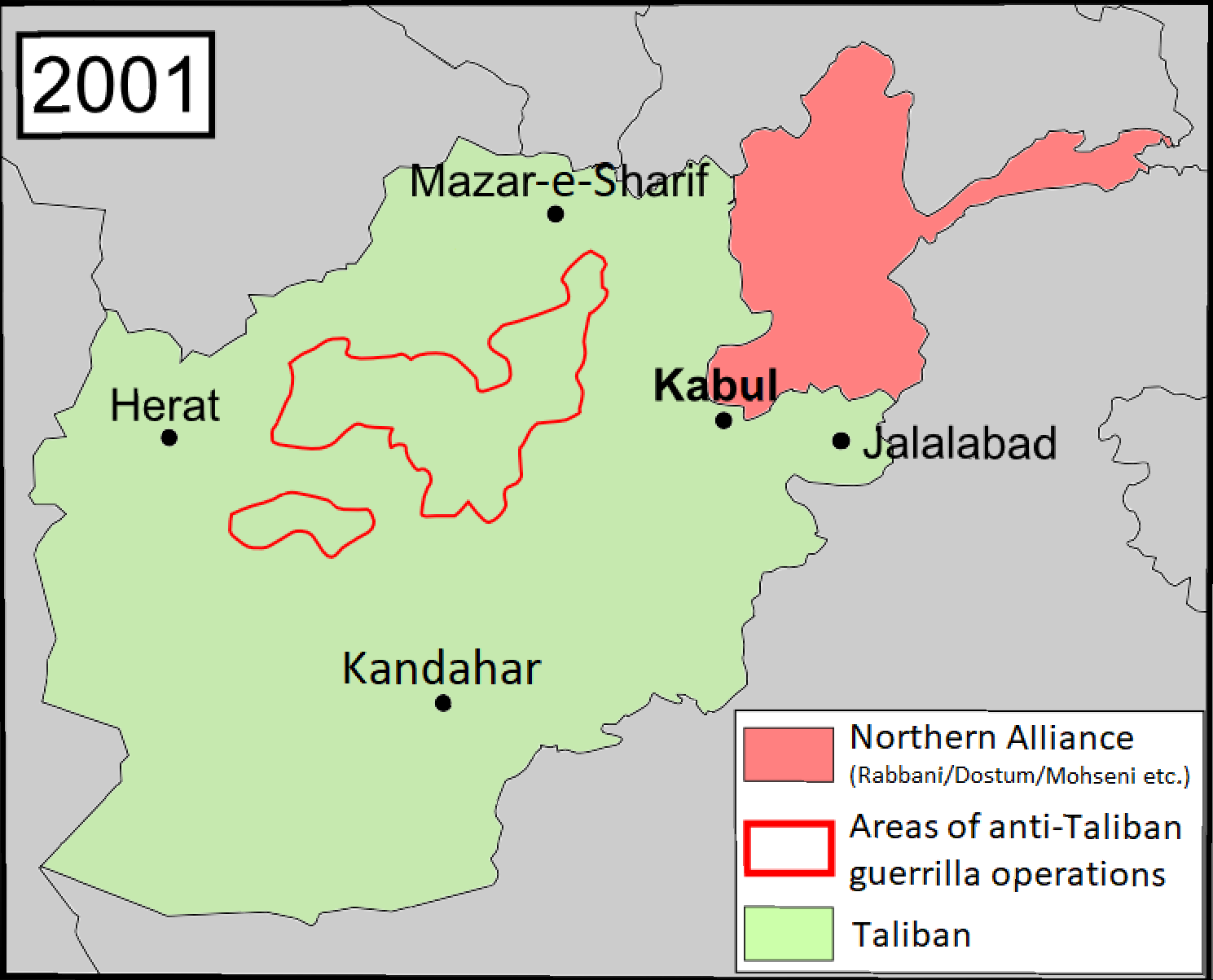
نقشه سیاسی افغانستان در اکتبر سال ۲۰۰۱، کمی قبل از تهاجم آمریکا

پس از گسترش قلمروی طالبان از قندهار، سرانجام کابل در سال ۱۹۹۶ توسط این گروه تصرف شد. در پایان سال ۲۰۰۰، طالبان ۹۰ درصد از کشور را در کنترل خود داشتند، به غیر از سنگرهای مخالفان (اتحاد شمالی) که عمدتاً در گوشه شمال شرقی ولایت بدخشان متشکل می‌شدند. مناطق تحت کنترل مستقیم طالبان عمدتاً شهرها و شاهراه‌های مهم افغانستان بودند. خانها و جنگ سالاران قبیله عملاً بر شهرهای کوچک مختلف، روستاها و مناطق روستایی کنترل مستقیم داشتند. طالبان در صدد برقراری قانون و نظم و اعمال تفسیر دقیق از شریعت اسلامی و احکام شرعی ملا محمد عمر بر کل کشور افغانستان بودند.
در طول تاریخ پنج ساله امارت اسلامی، رژیم طالبان شریعت را مطابق مکتب فقهی حنفی و احکام شرعی ملاعمر تفسیر کرد. طالبان گوشت خوک و مشروبات الکلی، بسیاری از فناوری‌های مصرف‌کننده مانند موسیقی، تلویزیون، و فیلم، و همچنین بیشتر انواع هنر مانند نقاشی یا عکاسی، مشارکت زنان و مردان در ورزش‌ها، از جمله فوتبال و شطرنج؛ ممنوع شد. فعالیتهای تفریحی مانند بادبادک بازی و نگهداری کبوتر یا سایر حیوانات خانگی نیز ممنوع شد و طبق حکم طالبان این پرندگان کشته می‌شدند. سالن‌های سینما تعطیل شدند و به عنوان مساجد مورد استفاده قرار گرفتند. جشن سال نو کریسمس و نوروز ممنوع بود. گرفتن عکس و نمایش تصاویر یا پرتره ممنوع بود، زیرا طالبان آن را نوعی بت‌پرستی می‌دانستند. زنان از کار کردن منع شدند، حضور دختران در مدارس یا دانشگاه‌ها ممنوع شد، برقع و چادر هم برای زنان اجباری شد و باید با همراهی یک مرد، از خانه خارج می‌شدند. کسانی هم که این محدودیت‌ها را نقض می‌کردند مجازات می‌شدند. تراشیدن ریش مردان ممنوع شد و مردان باید ریش خود را بر اساس میل طالبان رشد می‌دادند و آنها را بلند نگه دارند و در بیرون از خانه عمامه می‌پوشیدند. کمونیست‌ها به‌طور سیستماتیک اعدام می‌شدند. نماز اجباری شد و کسانی که بعد از اذان به وظیفه شرعی احترام نمی‌گذاشتند، دستگیر می‌شدند. قمار ممنوع شد، و سارقان با قطع دست یا پای خود مجازات می‌شدند. در سال ۲۰۰۰، ملا عمر رهبر طالبان رسماً کشت تریاک و قاچاق مواد مخدر را در افغانستان ممنوع کرد. طالبان تا سال ۲۰۰۱ تقریباً باعث از بین رفتن اکثریت تولید تریاک جهانی (۹۹٪) شدند. تحت حکومت طالبان در افغانستان، هم مصرف‌کنندگان و هم فروشندگان مواد مخدر تحت تعقیب شدید بودند.
وزیران و معاونان کابینه ملاهایی با «تحصیلات مدرسه» بودند. تعدادی از آنها، مانند وزیر بهداشت و رئیس بانک دولتی، در درجه اول فرماندهان نظامی بودند که آماده بودند در مواقع لزوم پست‌های اداری خود را برای جنگ ترک کنند. عقب‌نشینی‌های نظامی که آنها را در پشت خطوط حبس یا منجر به مرگ آنها می‌شد، هرج و مرج را در دولت ملی افزایش می‌داد. در سطح ملی، "همه بوروکرات‌های ارشد تاجیک، ازبک و هزاره " "با پشتون‌ها، اعم از واجد شرایط یا غیر واجد شرایط" جایگزین شدند. در نتیجه، وزارتخانه‌ها "عملا فعالیت خود را متوقف کردند".
رشید حکومت طالبان را "یک جامعه مخفی مرموز و دیکتاتور با رهبری قندهاری هاً توصیف می‌کند. " همان‌طور که سخنگوی آنها توضیح داد، آنها انتخابات برگزار نمی‌کردند:
اصول شریعت اجازه فعالیت‌های سیاسی و احزاب سیاسی را نمی‌دهد. به همین دلیل است که ما هیچ حقوق و دستمزدی به مقامات دولتی و سربازان نمی‌دهیم، فقط غذا، لباس، کفش و سلاح داریم. ما می‌خواهیم زندگی‌ایی مانند زندگی پیامبر در ۱۴۰۰ سال کنیم و جهاد حق ماست. ما می‌خواهیم زمان پیامبر را بازآفرینی کنیم و ما فقط آنچه را که مردم افغانستان در ۱۴ سال گذشته می‌خواستند انجام می‌دهیم.
آنها فرایند تصمیم‌گیری خود را بر اساس شورای قبیلوی پشتونی (جرگه)، همراه با الگوی اولیه اسلامی، اتخاذ کردند. پس از بحث، اجماع «مؤمنان» ایجاد شد.
با افزایش قدرت طالبان، تصمیمات ملاعمر بدون مشورت با جرگه و بدون مشورت با دیگر نقاط کشور اتخاذ می‌شد. یکی از این موارد رد تصمیم لویه جرگه در مورد اخراج اسامه بن لادن است. ملاعمر تنها دو بار در زمان قدرت، از پایتخت کابل دیدن کرد. به جای انتخابات، مشروعیت رهبر آنها با بیعت گرفتن، با الهام از دوران پیامبر و چهار خلیفه اول، ناشی می‌شد. در ۴ آوریل ۱۹۹۶، ملا عمر، برای اولین بار در ۶۰ سال گذشته، عبایی منسوب به محمد به نام «خرقهٔ مبارک» را از حرم خرقه شریف برداشت و در حالی که آن را پوشیده بود بر پشت بام ساختمانی در مرکز قندهار ظاهر شد.هم‌زمان صدها آخوند پشتون در پایین، به عنوان بیعت و به رسمیت شناختن رهبری او، فریاد می‌زدند "امیر المومنین!". ملا وکیل، سخنگوی طالبان توضیح داد:
تصمیمات بر اساس توصیه امیرالمؤمنین است. برای ما مشورت لازم نیست. ما معتقدیم که این با شرع مطابقت دارد. ما به نظر امیر پایبندیم حتی اگر او به تنهایی این نظر را داشته باشد. رئیس دولت نخواهد بود. در عوض یک امیرالمؤمنین وجود خواهد داشت. ملاعمر بالاترین مقام خواهد بود و دولت قادر نخواهد بود هر تصمیمی را که او با آن موافق نیست اجرا کند. انتخابات عمومی با شریعت ناسازگار است و بنابراین ما آن را قبول نداریم.
طالبان چندان مایل به تقسیم قدرت نبودند و از آنجا که اعضای عمده آنها پشتون بودند، قوم آنها بر ۶۰ درصد اقوام دیگر افغانستان، به عنوان قوم حاکم، حکومت می‌کردند. بر تشکیلات محلی، مانند شورای شهر کابل یا هرات، وفاداران طالبان، و نه نخبگان محلی، تسلط داشتند، حتی زمانی که پشتو زبانان طالب نمی‌توانستند تقریباً با نیمی از جمعیت افغانستان، که به زبان فارسی یا سایر زبان‌های غیر پشتون صحبت می‌کردند، ارتباط برقرار کنند. منتقدان شکایت کردند که «عدم حضور نمایندگان محلی در مدیریت شهری باعث شد که طالبان به عنوان یک نیروی اشغالگر ظاهر و انگاشته شود».

## روابط بین‌الملل
امارت اسلامی افغانستان در مورد روابط خود با بقیه جهان، سیاست انزواطلبی را در پیش گرفت: «طالبان به عدم دخالت در امور دیگر کشورها اعتقاد دارند و به‌طور مشابه هیچ مداخله خارجی در امور داخلی کشورشان را نمی‌خواهند». تنها پاکستان، ترکمنستان، عربستان سعودی و امارات متحده عربی دولت طالبان را به رسمیت شناختند. سازمان ملل متحد حاضر به رسمیت شناختن طالبان نشد و همچنان دولت اسلامی افغانستان را به عنوان دولت قانونی افغانستان به رسمیت می‌شناخت.
روابط بین امارت اسلامی افغانستان و ایران در سال ۱۹۸۸، پس از تصرف کنسولگری ایران در مزارشریف و کشتار دیپلمات‌های ایرانی، بدتر شد. در پی این حادثه، ایران تهدید کرد که با تجمع نیروهای نظامی در نزدیکی مرز افغانستان به افغانستان حمله خواهد کرد.
طالبان همچنین در زمینه نفت، برق و گاز با ترکمنستان به عنوان بخشی از خط لولهٔ ترکمنستان-افغانستان-پاکستان-هند وارد توافق شد.

## تخریب تندیس‌های بودا در بامیان

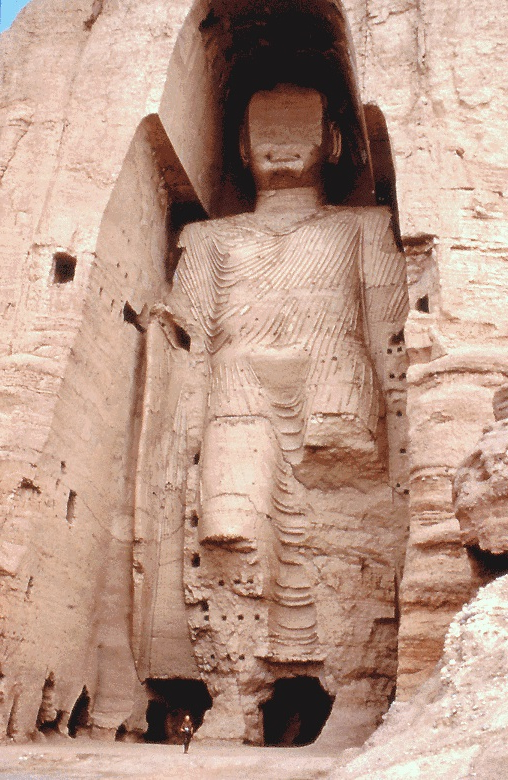
تندیس بزرگ ۵۵ متری بودا «صلصال» پیش از تخریب

در سال ۱۹۹۹، ملا عمر فرمان حفاظت از تندیس‌های بودا در بامیان، که در قرن ۶ میلادی بر صخره‌ای در دره بامیان هزاره جات حک شده بودند، را صادر کرد.
اما در مارس ۲۰۰۱، مجسمه‌ها توسط طالبان، با حکم شخص ملا عمر، تخریب شد. ملا عمر، رهبر عالی طالبان، علت دستور تخریب مجسمه‌ها را در مصاحبه ای توضیح داد:
من نمی‌خواستم دو مجسمه بودای بامیان را نابود کنم. در واقع، برخی از خارجی‌ها به من مراجعه کردند و گفتند که مایلند کارهای تعمیر بودای بامیان را که بر اثر بارندگی کمی آسیب دیده بود، انجام دهند. این مرا شوکه کرد. من فکر کردم، این افراد بی‌احساس به هزاران انسان زنده-افغان‌هایی که از گرسنگی می‌میرند-توجهی ندارند، اما نگران اشیاء غیر زنده مانند بودا هستند. این بسیار اسفناک بود. به همین دلیل من دستور تخریب آن را دادم. اگر آنها برای کارهای بشردوستانه آمده بودند، من هرگز دستور تخریب بودا را نمی‌دادم.
سپس سید رحمت‌الله هاشمی، سفیر سیار طالبان، نیز گفت که تخریب مجسمه‌ها پس از پیشنهاد یک متخصص سوئدی ترمیم بناهای تاریخی برای بازسازی سر مجسمه‌ها توسط شورای دانشمندان انجام شد. گزارش شده‌است که هاشمی می‌گوید:"هنگامی که شورای مرکزی افغانستان از آنها خواست تا به جای تعمیر مجسمه‌ها پول تغذیه کودکان را تأمین کنند، آنها نپذیرفتند و گفتند، "نه، این پول فقط برای مجسمه‌ها است، نه برای کودکان". در نتیجه، تصمیم به تخریب مجسمه‌ها گرفته شد".
این امر موجب اعتراض بین‌المللی کشورهای مختلفی چون ژاپن، هند، سریلانکا، کره جنوبی، نپال، ایران، قطر و روسیه شد. حتی عربستان سعودی و امارات متحده عربی که هر دو جزء سه کشوری بودند که امارت اسلامی افغانستان را به رسمیت شناختند، این عمل طالبان را محکوم کردند. شاخه عربی یونسکو، این تخریب را «وحشیانه» نامید.

## کتابشناسی
- Rashid, Ahmed (2000). Taliban: Militant Islam, Oil and Fundamentalism in Central Asia. Yale University Press. ISBN 978-0-300-08340-8.